# Dalal Bruchmann

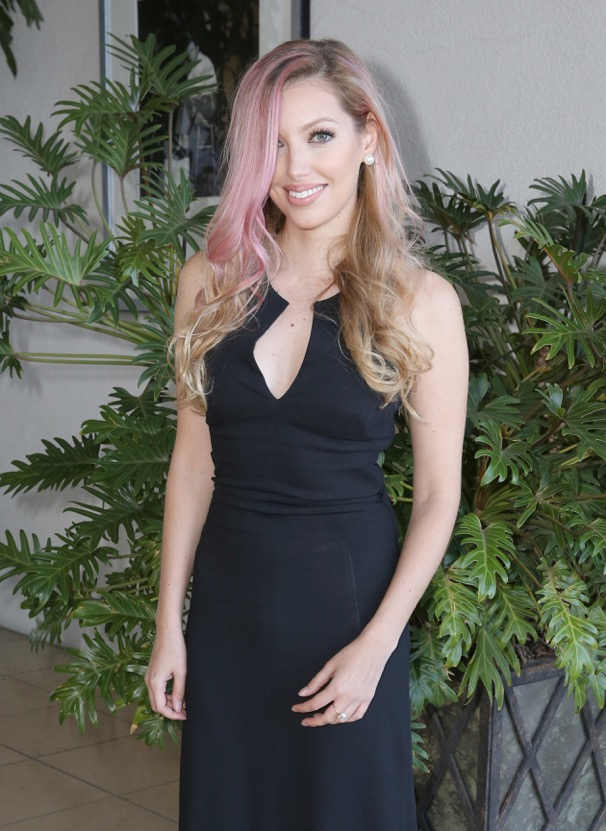
Dalal Bruchmann (2017)

Dalal Bruchmann (* 30. April 1990; Künstlername: Dalal) ist eine österreichische Musikerin, Komponistin und Schauspielerin.

## Leben
Dalal Bruchmann wuchs in der Steiermark im Südosten Österreichs auf und begann im Alter von vier Jahren Klavier und Violine zu spielen. Sie war Teil der Kinder Musical Company Wien und der Broadway Connection Vienna. Später studierte sie Kunstgeschichte, Film und Animation in Wien. Im Alter von 17 Jahren war sie erstmals als Schauspielerin für die Serie SOKO Donau tätig. 2011 zog Bruchmann nach New York. Zu dieser Zeit brachte sie auch ihre erste Single Taste The Night heraus. Ende 2013 zog sie nach Los Angeles.
2014 kam die zweite Single Suddenly, daraufhin widmete sie sich auch der klassischen Musik. Ihre erste Klassik-EP wurde 2017 bei Sony Music veröffentlicht.
Parallel dazu begann sie Filmmusiken zu komponieren und wurde dafür 2014 auch für den in Folgejahr verliehenen Hollywood Music in Media Award nominiert.
Bruchmann lebt derzeit in Los Angeles. Sie ist verwandt mit Franz von Bruchmann. Für das Label Warner Classics nahm sie zunächst die Single Einaudi: Nuvole Bianche, ein Klavierstück von Ludovico Einaudi auf. Am 19. Oktober 2018 folgt das Album The 50 Greatest Einaudi Pieces mit 50 Stücken des italienischen Komponisten.

## Diskografie (Auswahl)
Alben
- 2018: The 50 Greatest Einaudi Pieces (digitales Album) – Warner Classics
- 2019: The Einaudi Sound (CD) – Warner Classics

Singles
- 2011: Taste The Night – Label: Ingrooves / Universal Music
- 2014: Suddenly – Label: Gold Eagle Entertainment LLC
- 2014: Superman – Label: Gold Eagle Entertainment LLC
- 2018: Einaudi: Nuvole Bianche – Label: Warner Classics
- 2018: Einaudi: Divenire – Label: Warner Classics
- 2018: Einaudi: Le Onde – Label: Warner Classics
- 2018: Einaudi: Una Mattina – Label: Warner Classics
- 2018: Einaudi: I Giorni – Label: Warner Classics
- 2018: Einaudi: Fly – Label: Warner Classics

EPs
- 2017: The Quiet Heart – Label: The Orchard / Sony Music

## Filmografie (Auswahl)

### Schauspieler
- 2007: SOKO Donau – 2 Folgen: „Gestrandet“ + „Falsche Freunde“
- 2007: Die Geschworene
- 2007: Tatort
- 2011: Into The Darkness

### Filmmusik
- 2015: Hair (Dokumentation) – Komponistin
- 2016: First Comes Like – Komponistin
- 2018: Insidious Whispers – Komponistin

## Auszeichnungen
- 2014: Nominierung für den Hollywood Music in Media Award für die Musik von Hair (Dokumentation).[13][14]